# Consilium facultatis

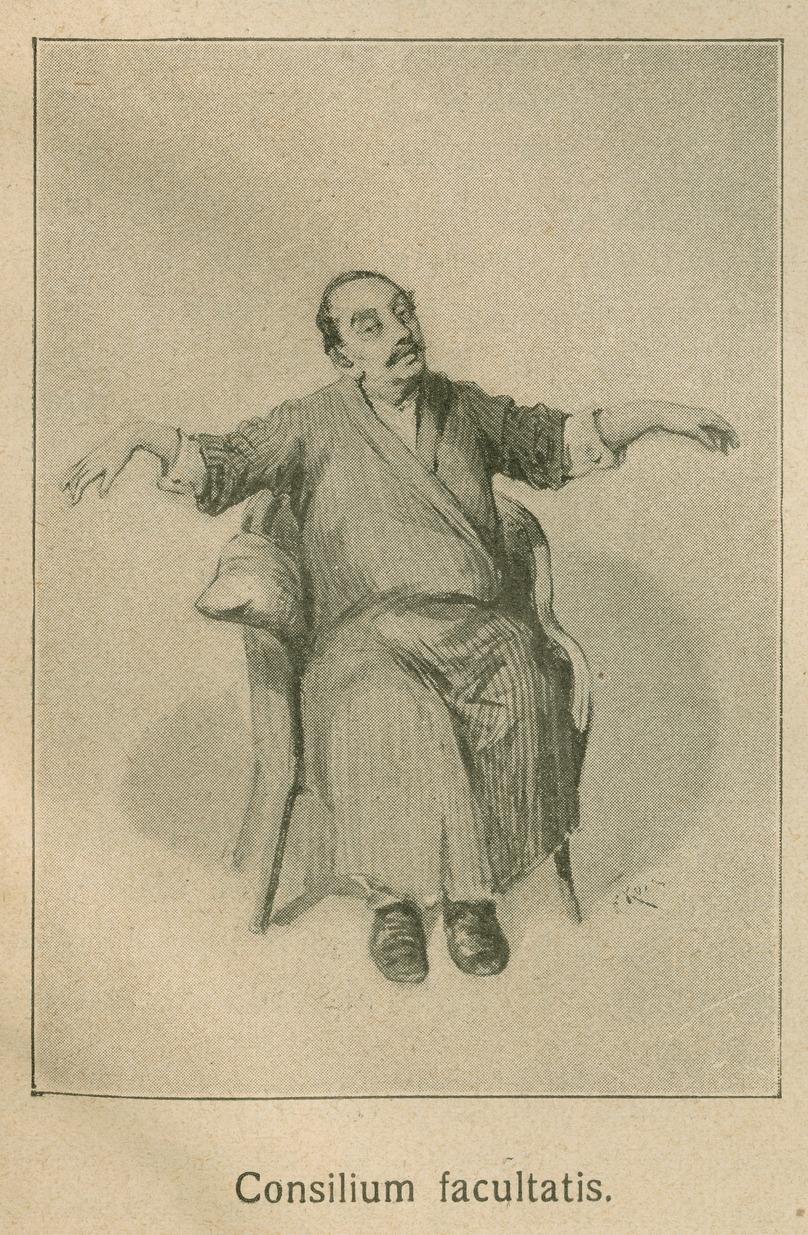
Alojzy Żółkowski w roli Kaspra Bolbeckiego (Consilium facultatis).

Consilium facultatis – jednoaktowa komedia Jana Aleksandra Fredry. Prapremiera odbyła się we Lwowie 22 marca 1871.

## Treść
Akcja rozgrywa się na wsi w domu pana Kaspra Bolbeckiego. Wszyscy domownicy nadskakują gospodarzowi, który chce uchodzić za ciężko chorego, choć jego dolegliwości spowodowane są głównie obżarstwem i lenistwem. Pan Bolbecki oczekuje na wizytę doktora Rzeszki, którego nikt z domowników jeszcze nie zna. Tymczasem nadchodzą inni goście: Zdzisław - inżynier zakochany w córce gospodarza (Anusi) oraz Władysław - siostrzeniec Bolbeckiego, przysłany przez ojca, aby zakończyć wieloletni rodzinny spór. Obaj mężczyźni wpadają przypadkowo na ten sam pomysł, aby podszyć się pod doktora Rzeszkę i tym samym zaskarbić sobie względy pana domu. Pan Bolbecki jest zachwycony obecnością w domu aż dwóch lekarzy i domaga się, by przeprowadzili oni naradę lekarską (consilium facultatis) nad jego przypadkiem. Następuje komiczna scena, w której obaj fałszywi lekarze naradzają się, używając wielu naukowych słów po łacinie, nie mając pojęcia o czym mówią. Sytuacja jeszcze się komplikuje, gdy nadchodzi kolejny gość: prawdziwy doktor Rzeszko. Wszystko jednak kończy się dobrze: doktor Rzeszko przekonuje Bolbeckiego, że jest zdrowy (czego dowodzi, że zjadł całe prosię) i że mądrze postąpi, gdy wyda córkę za Zdzisława .

## Spektakl radiowy
W 1962 r. w Teatrze Polskiego Radia wyemitowano spektakl pt. Consilium facultatis (adaptacja Zofia Zawadzka, reżyseria Jerzy Rakowiecki).